# Triturus marmoratus
Triturus marmoratus là một loài sa giông chủ yếu sinh sống trên mặt đất bản địa ở châu Âu.
có thân hình màu nâu hoặc đen sẫm với các hoa văn xanh bất thường. Chúng có bụng màu đen với đốm trắng. Con cái trưởng thành có sọc màu cam chạy xuống từ đầu đến đầu đuôi. Cá thể vị thành niên cũng có sọc này, nhưng nó mất dần ở con đực vào khoảng 9 tháng. Con cái vào mùa sinh sản có một đỉnh lượn sóng lớn chạy từ cổ xuống đến đỉnh đuôi, nhưng ngắn hơn một chút khi đuôi gặp thân. Đỉnh là sọc màu vàng-trắng với màu đen. Cá thể cái trưởng thành từ 5 inch (13 cm) to 6,5 inch (17 cm) long.

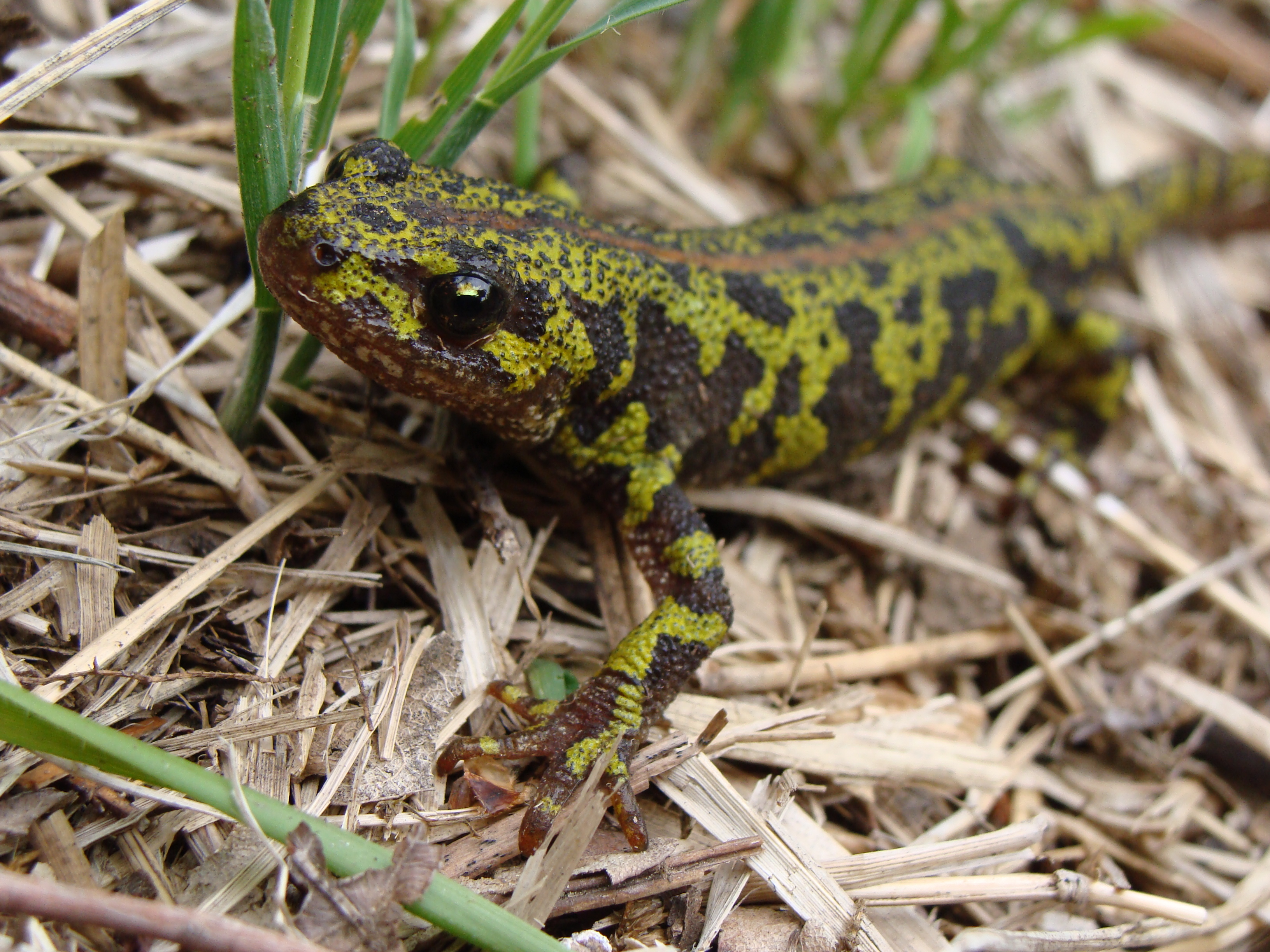
Hình chụp Triturus marmoratus ở vườn quốc gia Peneda-Gerês, Bồ Đào Nha.

Loài này sinh sống rải rác trên khắp nước Pháp, và phía bắc Tây Ban Nha, Tây đến vị trí thứ ba hàng đầu của Bồ Đào Nha. Họ có một sự chồng chéo nhẹ với Triturus pygmaeus, sinh sống ở miền nam Tây Ban Nha. Chúng không có mặt ở hầu hết Pyrenees vì điều kiện khô và không ổn định. Ở miền bắc nước Pháp, quần thể rải rác nhiều hơn do có sự hiện diện của loài Triturus cristatus, trong đó hai loài này lai nhau ở một mức độ nào đó. Khí hậu Địa Trung Hải cao hơn là môi trường sống ưa thích của những cá thể cẩm thạch, và trong sự chồng chéo, T. pygmaeus có độ cao thấp hơn.